# Гимназија Стојан Церовић
Гимназија Стојан Церовић, у Никшићу, почела је са радом 5. децембра (21. новембра по јулијанском календару) 1913. године у приватној кући на углу улица Новака Рамова и Вука Мићуновића, а носи име познатог професора, мислиоца и културног и јавног радника Стојана Церовића.

## Историја
Са повећањем броја ученика, свој рад је наставила у дворцу краља Николе, након чега је пресељена у данашњу зграду основне школе „Олга Головић“. Средином деведесетих је гимназија привремено пресељена у зграду данашњег Факултета за спорт и физичку културу, да би се 1996. године коначно скрасила у новом, савременом објекту, рађеном искључиво за потебе гимназије, који се налази на Пртизанском путу и представља једну од најмодернијих образовних институција у земљи, а њени ученици оправдавају епитет најбољих у Црној Гори. Њено одељење је седамдесетих година двадесетог века проглашено за најбоље у Југославији, а недуго затим је никшићка гимназија
проглашена за трећу средњу школу у Социјалистичкој Федеративној Републици Југославији. Године 2013. је ова институција прославила златни јубилеј 100 година постојања и то као носилац културе и образовања у граду Никшићу.

## Педагошки колектив и одликовања
За заслужне директоре проглашени су Стојан Церовић, Лука Никчевић, Бранко Радојичић, Ново Станишић, Зорица Котри и Мијат Божовић. Гимназија је добитник низа вредних награда, Ордена рада са златном звијездом – највећег државног признања у Југославији – као и награде „Октоих“, чији је први добитник, док је школа добила и највеће признање града Никшића, награду ослобођења „18. септембар“ за немерљив допринос развоју града. Гимназију данас похађа око 1.200 ученика, a реформом црногорског образовног система укинута су два смера (природни и друштвени) и установљен је један-општи смер.

## Бивши ђаци
- Филип Вујановић, политичар, предсједник Црне Горе
- Вељко Милатовић, народни херој, предсједник предсједништва Југославије
- Жељко Штурановић, политичар, први премијер Црне Горе након независности
- Радоје Контић, политичар, премијер СР Југославије
- Радоман Божовић, политичар, премијер СР Југославије и АП Војводине
- Миладин Шобић, кантаутор
- академик САНУ Миро Вуксановић, писац
- Мирко Ковач, писац,
- Мирко Бањевић, писац
- Жарко Команин, писац
- Бранко Бањевић, пјесник
- Петар Лубарда, сликар
- Војислав Војо Станић, сликар
- Чедомир Љубо Чупић, народни херој
- Вељко Влаховић, народни херој
- Војо Ковачевић, народни херој
- Никола Ковачевић, народни херој
- Блажо Ђуричић, народни херој
- Петар Банићевић, глумац
- Вељко Булајић, редитељ
- Горан Булајић, редитељ
- Никола Вавић, редитељ
- Миодраг Скале Гвозденовић, одбојкаш
- Жарко Варајић, кошаркаш
- Рајко Жижић, кошаркаш
- Бошко Вујачић, гуслар